# 마루보시

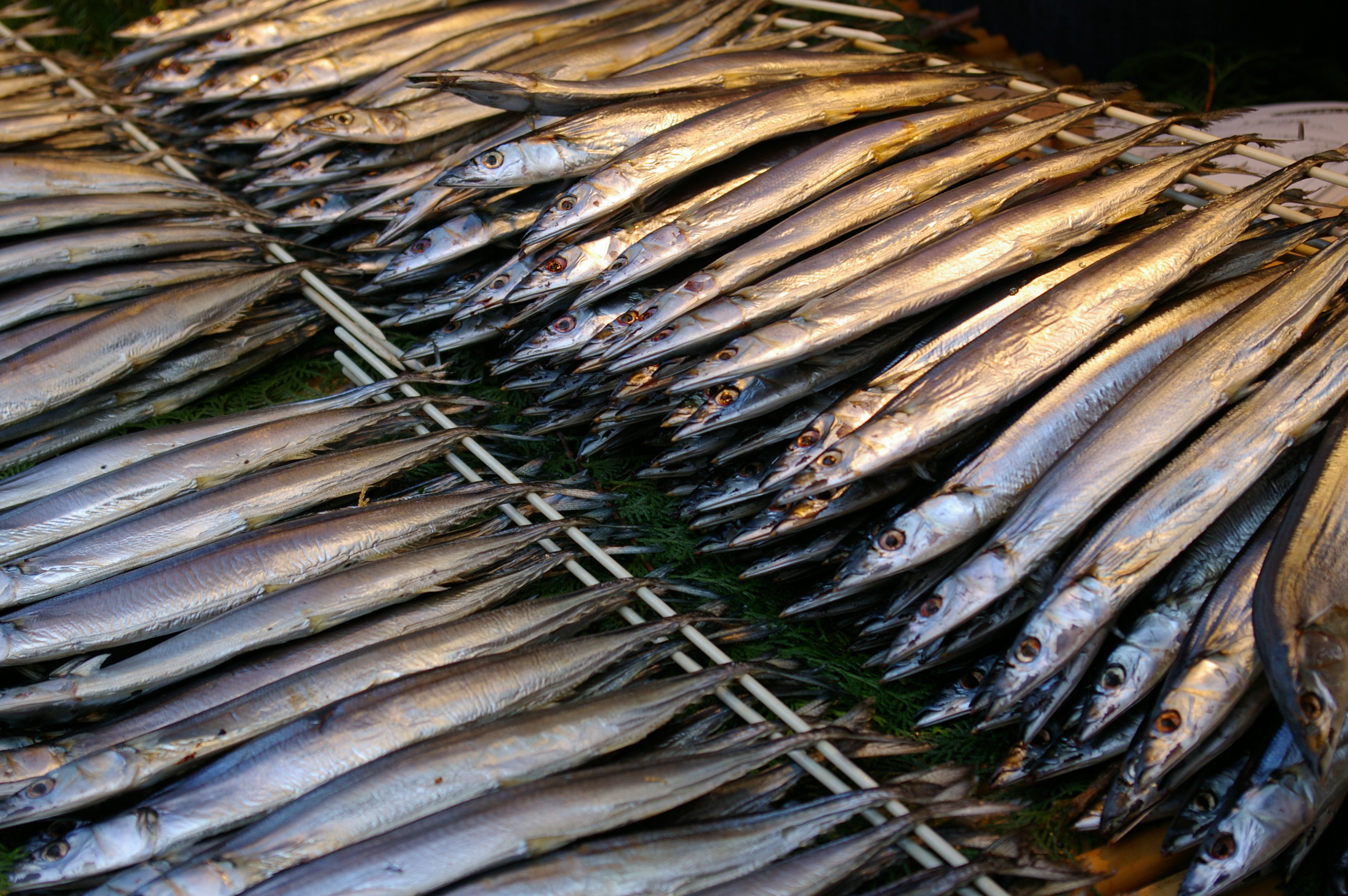
마루보시

마루보시(일본어: 丸干し, まるぼし)는 일본의 건어물이다. 생선의 내용물을 뺴지 않고 자연에 말리거나 기계로 건조시킨 것을 말한다.
마루보시를 만드는 데 쓰이는 주요 재료로는 정어리·꽁치와 그 치어, 오징어, 작은 전갱이, 가자미, 꼬치고기 등 비교적 작은 몸집의 물고기가 적합하며, 이를 건조시켜 보존도와 식감을 늘리기 위해 일본에서는 많이 쓰이고 있는 가공법이다.
한편 마루보시로 만든 생선의 내장의 경우, 그 내장에 포함된 영양분을 거의 그대로 섭취할 수 있다는 장점이 있는 동시에, 생선 체내에 농축된 중금속이 그대로 몸속에 들어오게 된다는 문제점도 존재한다.